# Tadjiks en Chine
 (avril 2025).
La mise en forme du texte ne suit pas les recommandations de Wikipédia : il faut le « wikifier ».
Les points d'amélioration suivants sont les cas les plus fréquents. Le détail des points à revoir est peut-être précisé sur la page de discussion.
- Les titres sont pré-formatés par le logiciel. Ils ne sont ni en capitales, ni en gras.
- Le texte ne doit pas être écrit en capitales (les noms de famille non plus), ni en gras, ni en italique, ni en « petit »…
- Le gras n'est utilisé que pour surligner le titre de l'article dans l'introduction, une seule fois.
- L'italique est rarement utilisé : mots en langue étrangère, titres d'œuvres, noms de bateaux, etc.
- Les citations ne sont pas en italique mais en corps de texte normal. Elles sont entourées par des guillemets français : « et ».
- Les listes à puces sont à éviter, des paragraphes rédigés étant largement préférés. Les tableaux sont à réserver à la présentation de données structurées (résultats, etc.).
- Les appels de note de bas de page (petits chiffres en exposant, introduits par l'outil «  Source ») sont à placer entre la fin de phrase et le point final[comme ça].
- Les liens internes (vers d'autres articles de Wikipédia) sont à choisir avec parcimonie. Créez des liens vers des articles approfondissant le sujet. Les termes génériques sans rapport avec le sujet sont à éviter, ainsi que les répétitions de liens vers un même terme.
- Les liens externes sont à placer uniquement dans une section « Liens externes », à la fin de l'article. Ces liens sont à choisir avec parcimonie suivant les règles définies. Si un lien sert de source à l'article, son insertion dans le texte est à faire par les notes de bas de page.
- La présentation des références doit suivre les conventions bibliographiques. Il est recommandé d'utiliser les modèles {{Ouvrage}}, {{Chapitre}}, {{Article}}, {{Lien web}} et/ou {{Bibliographie}}. Le mode d'édition visuel peut mettre en forme automatiquement les références.
- Insérer une infobox (cadre d'informations à droite) n'est pas obligatoire pour parachever la mise en page.

Pour une aide détaillée, merci de consulter Aide:Wikification.
Si vous pensez que ces points ont été résolus, vous pouvez retirer ce bandeau et améliorer la mise en forme d'un autre article.
En Chine, les termes « Tadjik » et « nationalité tadjike » (Chinois : 塔吉克族 ; Pinyin: Tǎjíkèzú) englobent trois sous-groupes ethniques distincts : les Sarikolis, les Wakhis et les Tadjiks de Tor. Les Sarikolis et les Wakhis sont des ethnies pamiries vivant dans les montagnes du Pamir du Xian autonome tadjik de Tashkurgan, dans la préfecture de Kashgar, dans le Xinjiang (Chine). Les Tadjiks dits de Tor sont des Tadjiks au sens ethnique résidant dans le village du même nom – Tor, également dans la préfecture de Kashgar. La nationalité tadjike est l’une des 56 nationalités ou ethnies officiellement reconnues par le gouvernement chinois.

## Dénomination
Malgré leur nom, la majorité des Tadjiks en Chine ne sont pas des Tadjiks au sens ethnique mais des Pamiris, un groupe ethnique iranien distinct parlant les langues pamiriennes de l'est iranien.
Au début du XXe siècle, les voyageurs occidentaux qui se rendaient dans la région utilisaient l'expression « Tadjiks des montagnes » ou l' exonyme turc « Ghalcha » pour les désigner. Quant aux Tadjiks parlant le sarikoli et le wakhi, ils étaient respectivement appelés « Sarikolis » et « Wakhis »,.

## Histoire

### Antiquité
Les études historiques suggèrent que les peuples du Pamir – à savoir la majorité des populations de Chine actuellement nommées "Tadjikes" – sont les descendants des Saka-Scythes, qui habitaient le Xinjiang actuel,. Les langues pamiries descendent de diverses langues scythes.
La ville de Tashkurgan était la capitale du royaume de Sarikol (色勒庫爾) dans les montagnes du Pamir.
À la suite des conquêtes et implantations des peuples turcs tels que les Ouïghours et les Qarakhanides, le Xinjiang et ses peuples de langue iranienne orientale ont subi une turquification progressive. À l’ époque mongole, la plupart de ces peuples d’Iran oriental s’étaient assimilés à la communauté turque. Les Tadjiks revendiquent une généalogie remontant aux derniers Iraniens de l'Est qui résidaient encore dans les montagnes du Pamir au Xinjiang. Cette affirmation est notamment étayée dans la littérature chinoise médiévale et appuyées par des documents et sources archéologiques modernes.

### Conversion à l'ismaélisme nizarite
Selon la tradition orale, Nasir Khusraw aurait mené une mission dans la région avec quatre de ses disciples : Sayyid Hassan Zarrabi, Sayyid Surab Wali, Sayyid Jalal Bukhari et Jahan Malikshah. Khusraw aurait enjoint à certains de ses disciples de s'installer dans la région pour soutenir la conquête et prêcher l'ismaélisme auprès des convertis locaux. De nombreux pirs contemporains prétendent descendre de ces premiers disciples. Un "pir" désigne localement une autorité spirituelle aînée et affiliée à certains ordres soufis, équivalent de "shaykh" ou "maître spirituel".